# アフターコロニーの勢力
アフターコロニーの勢力（せいりょく）はアニメ『新機動戦記ガンダムW』をはじめとするアフターコロニー作品に登場する架空の国家、組織を記述する。

## 国家および連合

### 地球圏統一連合
A.C.133に地球で頻発していた紛争の回避・阻止と、地球とコロニーの対立を解決するために地上の国家が発足させた地球圏規模の国家連合組織。合議制による集団的安全保障組織及び地球側の意思統一機関として設立されたが、地球圏支配体制の確率・維持を基本方針とし、欧米諸国が主導権を握る体制だったことから、アジア・中東・南米・アフリカの各国に反対・見限られ、紛争の更なる激化と地球からコロニーへの人口流出を招いた。これに対して連合軍を創設し、軍事力によって国家間を中心とする地球各地の紛争を鎮圧していったことから、軍事力での強権的方針を定めた。紛争が下火になるとA.C.139に軍備の増強を開始してコロニー自治機構を牽制し、A.C.140に軍事力を示してコロニーに自治権放棄と連合への加盟を行わせ、コロニーへの影響力を高め、A.C.145のシャトル爆破事件やその2年後のコロニーの一部でのテロなどを遠因に、A.C.147に各国の委任を得て宇宙軍をコロニーに進駐させて武力制圧し、無期限駐留と母国管理を決定。A.C.171頃には経済面各種で地球側有利の状況が形成され、さらにA.C.175の宇宙軍の依頼を受けた特殊工作班によるコロニー独立運動の指導者ヒイロ・ユイの暗殺、A.C.182のダイゴ・オネゲル率いる部隊によるサンクキングダムへの攻撃・殲滅など、組織存続のために小国やコロニーへの暴走行為を長年に渡り行っていく。
物語当初は地球全土とコロニーを支配下に置いている非常に大規模な軍事力と強大な権力を誇る機関として君臨していたが、A.C.195に連合軍総司令官/元帥ノベンタがニューエドワーズ基地での演説で唱えたコロニーとの和平方針を決定させた。だが同日にノベンタを始めとする上層部が罠に嵌ったガンダムパイロットやOZにより死亡・暗殺されたため、連合軍の首脳陣が全滅。その直後の5月20日、混乱に乗じて「オペレーション・デイブレイク」を発動して決起したスペシャルズ（OZ）のクーデターにより、連合は解体される。
コズミック・イラにおいても同じ概念の組織が登場するが、関係はない。

#### 連合軍
地球圏の平和維持のためと称されて創設された連合の軍事組織。その主要任務は地球圏全域を活動範囲とし、テロ/ゲリラ組織や反連合的国家などの勢力の掃討と反連合運動の抑止である。ノベンタ元帥を最高司令官とし、各軍将校、ロームフェラ財団のオブザーバーで構成され、軍の意思決定を司る統括本部、その下に、セプテム将軍が総司令官を務め、コロニーを含む宇宙を担当し、治安維持局を管轄する宇宙軍（宇宙方面軍）・ベンティ将軍が総司令官を務め、大気圏内を担当する陸・海・空軍から成る地上軍（地球方面軍）・トレーズ・クシュリナーダが総帥を務める後述のスペシャルズ（OZ）の3軍で構成される。また、A.C.175頃には指導者ヒイロ・ユイを暗殺した特殊工作班も存在していた。軍服はモスグリーンを基調色とし、司令・指揮官級将校は紐章や帯章・肩章、尉官級は詰襟の紋様、佐官級は肩章がそれぞれの上着に装着され、一部の例外を除いてブーツがあてがわれている。下士官・兵は実用性重視のポケットが多く付属する軍服を着用する。
A.C.180年代中頃まで主力戦車や主力戦闘機など一般兵器をメインに運用していたが、A.C.186に展開されたモガディシオ攻略作戦でスペシャルズがモビルスーツ（MS）の実用性を証明したことから、MSを主力兵器として採用・多数配備し、各方面に運用するようになった。しかし、後述の理由から宇宙/地上軍とスペシャルズ（OZ）の関係は悪かった。
だがA.C.195には、コロニーの一部勢力が敢行させたオペレーション・メテオにより地球へ送り込まれたガンダムに対抗するものの成果を上げられず、OZとの連携作戦も現場レベルが精一杯なほど積極的でなく、コロニーへの対応までばらついていたなど、その活動は逆調となった。そしてOZのオペレーション・デイブレイクの際に、地球上の拠点は各基地が状況把握すらできないまま、OZに各個撃破され、連合の解体に伴い、軍の求心力となる人物が現れなかったことも手伝って、生存した軍の部隊や兵士たちはOZへの恭順か徹底抗戦の二択に迫られることとなった。
このことから、地球上の軍の残党にはサリィ・ポォに協力した元連合深海部隊など反OZゲリラと化している部隊などが存在する。
その一方で宇宙軍はコロニーに駐留を継続し、支配権を強めていたがOZの宇宙用MS「トーラス」と、新システム「モビルドール（MD）」の圧倒的な性能の前に徐々に駆逐されていく。
コロニー革命集団「ホワイトファング（WF）」が決起すると連合軍残党の一部はWFに加わった者までがいた模様である。

### 世界国家
ロームフェラ財団が連合に代わる地球統一組織として構想し、財団代表代行デルマイユ・カタロニアの手で財団代表の座に就いたクイーン・リリーナによって樹立宣言された巨大国家。地球圏の紛争の原因となる国家間の垣根を取り除いて地球をひとつの国家とみなすことを目的とした。宣言後間もなく、リリーナ自らが打ち出した完全平和主義方針と彼女の求心力でデルマイユは実権を奪い取られ、財団内部から絶大な支持を集めた当組織は、世界平和実現へ飛躍的に前進した。
しかし、宇宙で決起したWFの指導者に迎えられたゼクス・マーキスことミリアルド・ピースクラフトが地球の排除を宣言すると、幽閉されていたトレーズ・クシュリナーダが表舞台に復帰。リリーナが解任・自由の身になると、代わりに彼が財団代表兼世界国家元首に就任した。そして単なる一時的な平和以上を望むトレーズがリリーナの方針を否定しつつ、各国首脳陣も属させて地球を統一すると、WFとの対決姿勢を明確にしたことによって、コロニー連合/WFと地球圏を二分する戦闘に臨むことになった。
A.C.195・12月24日に世界国家軍とWFによって勃発した大規模宇宙戦「EVE WARS」が終結すると、コロニー側との協議により解体される。

#### 世界国家軍
世界国家元首となったトレーズによって組織された世界国家（地球）側の軍隊。地球に残るOZトレーズ派や、トレーズに恭順した者たちを将兵として招集し、軍備の統一を図ってまとめ上げられた。主力兵器はリーオー及びその回収機で、これを運用するMS機甲部隊は史上最大の数千もの規模に達した。表向きは、WFを殲滅して地球防衛を果たす目的で組織されたが、実際は「完全平和主義的世界実現のために、強大な戦力同士の衝突とそれに伴う悲劇を“最後の戦争”という形で全世界に知らしめるため」にトレーズがこの軍隊を成立させたと言われている。
A.C.195・12月に、トールギスIIを愛機とするトレーズ自らが軍を率いて宇宙に上がると、資源衛星MO-IIを中心に布陣。ミリアルドに対するトレーズの決闘の申し出を拒否されると、地球軌道上で全軍を挙げてWFとの大規模な宇宙戦を開始した。相手の主戦力であるMDに実質的な戦力で劣るものの、部隊規模とトレーズ指揮下で発揮される高い練度の戦術で補い、対抗した。激戦の最中、トレーズがガンダムパイロットの張五飛との一騎討ちで戦死したことで敗北宣言をし、WFとの直接の戦闘は終息した。

### 地球圏統一国家
A.C.195末のEVE WARS終結後、世界国家の後継組織として誕生した、地球各国とコロニー群を包括する巨大国家連合。首都機能はブリュッセルに置かれている。政治形態は大統領制を採っており、大統領は民主選挙で選ばれ、国家中枢は文民で占められている。完全平和主義を事実上の国家思想としていることから、国際連合的な性格が強かった地球圏統一連合や軍事国家的姿勢だったOZなどとは異なり、一切の紛争行為を否定し、兵器の保有をも認めない方針から、軍隊の廃止やこれまでに製造された兵器の廃棄を実施。そのため、戦闘行為による問題解決を避け、統一国家発足直後の課題として、構成国やコロニーとの間にある戦後保障、雇用問題、経済復興、技術開発などのさまざまな問題に交渉での政治解決を目指している。

#### 地球圏統一国家大統領府
通称「ブリュッセル大統領府」。地球圏統一国家の中枢となる官庁で、大統領は普段ここで公務をこなす。大統領府の建屋は防衛用の兵器を配備していないものの、不測の事態に備えて、建屋そのものが地下数十メートルまで潜り、その上を5重のシャッターで封鎖することで堅固なシェルター・シールドを構え、保護される構造となっている。真のオペレーション・メテオを目論むマリーメイア軍に乗っ取られ、司令部機能を持つ防空壕として利用されてしまった。

#### プリベンター
大統領直属の実戦・諜報部隊。亡きトレーズの理念と意志を継いだレディ・アンと大統領をはじめとする理解者たちの尽力によって結成され、地球圏統一連合/OZ時代の月面基地を流用したと思われる施設を本部基地としている。世界が完全平和主義の下に統一されて以降も、地球圏各地に軍事兵器及びその製造工場、武装化した反国家組織や軍需産業の継続を目論む企業など、地球圏統一国家や完全平和主義を脅かす要素が少なからず存在しており、それらに対して穏当な対話による説得のみしか試みることができない地球圏統一国家では対処に限界があることから、更なる紛争阻止のために、反国家武装勢力の監視・捜索・摘発・掃討、そして兵器やその工場の廃棄処分を主任務とする。隊員たちは黒のカラーリングが特徴で、左胸に認識カードが付いた上着と、ズボンもしくはスカートの2種類のボトムスで構成される警察機構のものに近いデザインの制服を着用する。レディ・アンを指揮官に、ノインやサリィなど連合軍やOZの士気・練度と共に高い元将兵がコードネームを持つ隊員として参加しているが、任務の性質上、武装勢力の鎮圧のための宇宙艦艇やMSなど、ある程度の兵器の配備が認められている。このことは、敵対者との戦闘となった際に極力相手を殺傷しないことを心掛けながらも、非戦を旨とする地球圏統一国家の体制に相反するもので、大統領の地位すら追われる可能性があった。そのため、当部隊の存在は民間人には伏せられ、政府高官でもごく一部にしか知らされていない。
A.C.196 12月の「マリーメイアの反乱」の際には、バートン財団のネオ・チタニュウム合金過剰流出を察したことで内偵を開始し、マリーメイアの宣戦布告とリリーナの拉致を知ると、同じくマリーメイア軍に対して行動を始めたヒイロたちガンダムパイロットとの連携・共闘に出る。その結果、新たに加入したゼクスの参戦も手伝って、マリーメイア軍と一進一退の攻防を続け、最終的に反乱の鎮圧に成功した。
その後、ゼクスとノインが脱退するも、サリィのスカウトを受けた五飛が加入し、活動を継続した。

### サンクキングダム
北欧のスカンディナヴィア半島に位置する小王国。王族であるピースクラフト家の人々と、彼らの側近たちや元老院が重要な役割を担ってきた。
本編開始の半世紀前から、その国土が地政学的の要衝に位置していたために紛争に巻き込まれやすく、資源に乏しく軍備も低レベルで、自衛の努力も実らないまま欧州の大国や周辺国の思惑に翻弄されることも幾度もあった。連合の発足後も反連合勢力が本国側の反対を無視し、国土に不法侵入したことで連合軍と反連合勢力の戦場と化すことが多く、そのうちのA.C.145には、反連合勢力による王族の拘禁から一時宇宙に逃れた王女のサブリナ・ピースクラフトの帰還・参戦で連合軍に戦術的勝利を収めたが、連合軍から莫大な賠償金を請求されて受け入れる羽目になるなど、本国は荒廃した情勢を打破することはできなかった。
やがて結婚したサブリナは、一女のカテリーナをもうけて間もなく、夫と共にテロに遭って還らぬ人となるも、叔母のカテリナの補佐によって成長したカテリーナと結婚したマルティクス・レクスがピースクラフト王に就任すると、彼の指導の下で本国は、軍事費の全てを医療研究促進につぎ込むようになった。それによって世界一と称されるほどの医療技術を確立し、教育システムも国民の3分の1が医者や看護師になるように変更。医療器具の開発もトップクラスで、この分野での劇的な収入によって連合への賠償金を完済することにまで成功し、無償で紛争地域への医師団の派遣で怪我人の治療も積極的に行い、死者も激減させたことで医療国家としての地位を固めていった。その後本国は、当面の間紛争に巻き込まれるようなことは無くなった。
そしてA.C.180にピースクラフト王は、ピースクラフト家と「完全平和主義」を提唱。その実践のために自国の軍備の撤廃を自衛用の武器にまで進めたことで、他国や宇宙から多くの支持者を得て世界的に注目されるようになった。だがA.C.182に、連合軍の攻撃で本国は瞬く間に攻め滅ぼされ、ピースクラフト王とカテリーナは命を落とし、2人の幼子である王子ミリアルドと王女リリーナの兄妹は行方不明となった。以後、壊滅した本国は連合軍の統治下となり、要塞化された。
本編開始後のA.C.195、連合に対してクーデターを起こしたOZの侵攻を受け、本国駐留の連合軍部隊が壊滅したことにより、本国は解放。それから、自らの出生を知って帰還したリリーナの尽力によって復興した。これに伴ってリリーナは、本国代表として亡き実父と同様に完全平和主義の実践を開始。世界各国から子どもたちが留学してくるなど支持を集め始めるが、同時にリリーナの護衛役であるルクレツィア・ノインが独断でMS部隊を編成し、カトル・ラバーバ・ウィナーとヒイロ・ユイの2人を参入させて戦力レベルを向上させるなど、国防のためとはいえ、リリーナの意向に反した動きをとっていた。これらのことは、ロームフェラ財団のデルマイユから疎まれ始め、結果的にOZ財団派の武力侵攻を受けることとなってしまった。ノインたちMS部隊の応戦も虚しく、市街地が戦火に焼かれ、国民たちにも被害が出始めた現状を憂いたリリーナが「サンクキングダムが火種になる」として本国の解体を宣言し、財団へ自身の身柄引き渡しも発表したことで、本国は再び滅亡した。 
しかし、A.C.195の戦乱終了後には、地球圏統一国家の下で再復興している。

#### 主な施設
サンクキングダムの施設のほとんどは、国土の海岸線に広がる丘陵地帯に構えられた首都の「ニューポート・シティ」に建設されている。ニューポート・シティは、A.C.182の連合軍侵攻により廃虚と化したが、リリーナの帰還によって白壁の高層建築物と緑の木々が配された街並みが築かれるくらいに再整備が進んだ。
サンクキングダム城
首都の中央に構えられた王宮。A.C.182にサンクキングダムの壊滅以降、他の建築物と同様に半ば廃虚となっていたものの、原型を保ったまま保護されており、内部の王室にはピースクラフト王の肖像画も壁面にかけられた状態で残っていた。A.C.195にOZが本国駐留の連合軍部隊を壊滅させた直後には、ゼクス/ミリアルドがこの王宮を里帰り同然に訪ねて、実父であるピースクラフト王の肖像画に向き合って自身の胸中を吐露している。
サンクキングダム基地

ピースクラフト学園
リリーナによるサンクキングダム復興時に、小高い丘の中腹に再建された完全寄宿制の教育施設。リリーナがサンクキングダム代表と共に理事を務め、完全平和主義を含む教育を目的とすると同時に、サンクキングダムの国土に官邸といった庁舎が建設されなかった代わりに、施政の中枢も担っている。財団の台頭を疑問視する国々の指導層の子どもたちが多数留学し、サンクキングダムに身を寄せていた頃のヒイロやカトル、ドロシー・カタロニアも一時的に在学している。

### ブント共和国
旧中国山岳地帯に存在した自治区を連合軍のブント大佐が、平和的主導者をクーデターで殺害して設立した独裁国家。
旧連合駐留軍であった政府軍が主導する軍政が敷かれており、軍人が特権を振りかざして食事料金を踏み倒すために店主に暴行を振るう等、国民の支持は極めて低い。レジスタンスも組織され、軍事施設に対するテロ行為も頻発している。ただし、ナナキ少佐を始めとする祖国のために戦うといった、誠意のある軍人も僅かながらいる。
リーオー・アーリータイプと多数の支援砲撃兵器、軍用ヘリコプター等を有している。
ブントは秘密裏にOZと接触し、OZ支配下に加わる事を同意。ナナキを含むOZの支配に同調しない一部の部下をゲリラ側に寝返ったとしてレジスタンス諸共排除し、この国もOZに売り渡そうとしたが、シェンロンガンダムとの交戦でブントは死亡。その後の動向は不明。

## 組織・団体

### ロームフェラ財団
欧州の王侯貴族ら伝統を重んじる世襲の特権階級によって設立された貴族連合体。古くから存在し、長い歴史を持つ団体で、本来の目的は、財力を駆使して美しい自然や古き良き伝統の保護を目指すことだったが、何時しか既得権益保護と拡大を目的とする色彩が極めて濃くなり、地球圏統一連合の設立にも関与すると、連合軍へオブザーバーの派遣・OZ/スペシャルズの創設まで、連合の政策に深く干渉できるほどの絶大な影響力を持つようになった。さらに地球とコロニーの対立を煽り、財団傘下の軍需工場で生産されたMSを連合軍に販売・納入して権益の大半を増大するなど、実質的に地球圏の政治経済を掌握するにまで至った。
当財団のメンバーである大貴族の公爵や侯爵たちは、ほとんどが欧州の白人で、人種差別的側面も有していたことから財団外の人間を見下す輩も少なくなく、トレーズや一部のメンバーは、その事を憂えていたようで、大半の者たちは真の平和を望んでいる。
A.C.172までは、トレーズの祖父にあたるサンカント・クシュリナーダ侯爵が財団代表で、組織の改革も行われていたものの、サンカント公の死後にはデルマイユが財団代表代行に就任した。デルマイユがサンカント公ほどのカリスマ性を有していないことから財団は停滞期を迎えるが、それでもデルマイユは20年以上に渡って財団代表代行の地位を確立し続けた。
斯くして表舞台へ直接立たずに連合を裏から操り、OZも動かし続けてきた財団だったが、A.C.195にOZがオペレーション・デイブレイクで連合を解体へ追い込むと、デルマイユが地球圏の直接支配を表明。地球の実権を握りはじめ、OZを介してのコロニーの懐柔、OZにツバロフ・ビルモン技師長ら開発陣に完成させたMDの配備、これに反対したトレーズの解任とそれに伴ったOZの分裂と内乱発生まで、短期間の動向でさまざまな出来事を目まぐるしく引き起こしていった。
そしてOZ財団派にオペレーション・ノヴァを実行させ、地球の平定にも成功すると、デルマイユによりそのカリスマ性を見抜かれたリリーナを傀儡として財団代表にし、世界国家の樹立宣言を行わせた。だが、リリーナが全世界に軍事力放棄を求め、コロニー側との和平解決を求める演説をし、財団内部で彼女の思想が支持されることとなった。そのため思惑が外れたデルマイユが失脚し、決起したWFの攻撃で死亡する事態になると、この混乱に乗じたトレーズが財団代表兼世界国家元首となり、リリーナは失脚。しかし財団自体はこの時点で著しく衰退しており、トレーズが後に戦死したことで世界への影響力を失っていった。地球圏統一国家樹立後の当財団の去就は不明である。 

#### OZ
ロームフェラ財団の軍事部門である秘密結社。総帥はトレーズ・クシュリナーダ。「OZ（オズ）」とは、黄道帯機構（Organization of the Zodiac）の略称。
かつて指導者ヒイロ・ユイ暗殺を担当した連合軍特殊工作班、もしくは、地球からコロニーへ物資などを搬送する「コロニー機械搬入開発会社」のいずれかを前身として発足したと言われており、宇宙作業用MSを武装化させ、兵器として初めてMSを開発。この成功から連合の特権階級に兵器開発部門として取り入れられると、トールギスのロールアウトで後のMS開発の基盤を形成してMSを実用化させ、連合軍に3番目の軍である特別MS部隊「SMS（スペシャルモビルスーツ部隊、通称・スペシャルズ）」として参入するなど、連合にMSの配備からパイロット養成までをサービスする業務を実施していった。そしてスペシャルズはMSを戦術の中心とし、連合宇宙/地上軍双方を差し置いての単体行動までが許可されている独立性が高い部隊として活動し、当部隊及び財団は連合との関係を不可分なものとした。軍服はロームフェラ財団の幹部たちのものと同様に、中世欧州の軍服及び乗馬服のような上着とズボン・ブーツのスタイルを基本とし、式典時には肩掛けマントや儀仗用のサーベルも装備する。一級特尉以上の将兵には、独自のカラーをあてがわれ、後腰の裾が長く肩章が付いた燕尾服と、膝まで覆うブーツを採用。最下級の特士には鍔なしの官帽・OZのロゴ付きバックルが支給され、上着のカラーは元来のもの及びトレーズ派が深緑、組織分裂後に誕生した財団派には紺色がそれぞれあてがわれた。
A.C.195前期には、オペレーション・メテオで地球に降下した5人のガンダムパイロットの標的とされ、彼らに対して表向きは連合軍と共にガンダムの撃破・鹵獲、パイロットの拘束を目指したが、返り討ちに遭って多くの戦力を失った。それでも、トレーズが画策したオペレーション・デイブレイクを水面下で準備し、連合がコロニーとの和平に動き出すと、これを良しとせず、オペレーション・デイブレイクで連合首脳陣の殲滅と地上の連合軍主要基地をスペシャルズに占領させた。
それ以降、宇宙への勢力拡大として連合宇宙軍残党の殲滅及びコロニーの懐柔政策に乗り出して成功させ、軍備の増強とガンダムの孤立まで成し遂げた。丁度その時期であるA.C.195中期には、財団の意向でMDの主力化を進めたが、それに反対したトレーズが総帥の座を追われ幽閉されてしまう。
これを境に組織は、トレーズを信奉する将兵たちであるトレーズ派と、デルマイユら財団を支持する財団派へと分裂。両派閥が世界を巻き込んでの内戦を繰り広げる事態に発展し、財団派は宇宙における主導権を掌握すると、混乱状態の地球も平定するためにオペレーション・ノヴァを実行。新型MD「ビルゴ」を地球に降下させてトレーズ派やガンダムパイロットたちをはじめ、各国や連合軍残党といった反対勢力への示威行動・粛清を開始した。トレーズ派やガンダムパイロットたち、そして組織を脱退したゼクスなどが何とかこれを阻止しようと財団派に抵抗活動を続けたが、それでも阻止することはできず、さらに財団派は復興したサンクキングダムにも侵攻して崩壊へ追い込み、地球の平定をほぼ達成。最終的にこの作戦は成功したといえる。
だがその後、組織の内部に潜伏していたWFの構成員らの一斉蜂起を受けた宇宙軍は、リーブラを奪取されただけでなく、バルジまで破壊されたことで表立った活動が不能となるほど追い詰められた。また、地球へ宣戦布告したWFに対抗するため、世界国家元首として復権したトレーズにより、地球に残存していたトレーズ派は世界国家軍として招集され、その時点でOZという組織は事実上消滅した。

##### OZの階級と爵位
OZに所属する兵士に関する特徴は、トレーズの教えにより、各将兵が高い判断力と優れたMSパイロットの技量を有し、地球圏統一連合軍組織内で一階級以上上の待遇を受ける点や、最下階級の「特士」でも「騎士」の称号を、特尉以上は貴族としての名誉と称号を与えられる点が挙げられる。このことから、他の連合軍からは疎まれたとされる。
| SMS/OZ階級 | 爵位             | 主な叙位者           | 連合軍階級 |
| ---------- | ---------------- | -------------------- | ---------- |
| 上級特佐   | 公爵 (Duke)      | トレーズ             | 少将       |
| 一級特佐   | 侯爵 (Marquess)  | -                    | 准将       |
| 二級特佐   | 伯爵 (Count)     | レディ・アン、ゼクス | 大佐       |
| 准級特佐   | 子爵 (Viscount)  | -                    | 中佐       |
| 上級特尉   | 男爵 (Baron)     | ゼクス               | 少佐       |
| 一級特尉   | 准男爵 (Baronet) | ノイン               | 准佐       |
| 二級特尉   | 騎士爵 (Knight)  | オットー             | 大尉       |
| 特士       | 騎士 (Sir)       | ワーカー             | 中尉       |

##### OZプライズ
『新機動戦記ガンダムW デュアルストーリー G-UNIT』に登場する。OZの独立部隊。
ロームフェラ財団直属の部隊であり、OZの戦略とは関わりなく独自に行動している。OZ内部でもその全貌を知る者は少なく、実質的にはロームフェラ財団総帥代行デルマイユ侯の私兵となっている。当初は星屑の三騎士が中核をなしていたが、ドクター・ペルゲの情報操作により財団から切り離され、ペルゲと彼が呼出したヴァルダー・ファーキル特佐が実権を握る事となる。

### マグアナック隊
L4コロニー群と繋がりが深い中東諸国が編成した自衛MS部隊。司令官であるサダウルのもと、隊長のラシード・クラマ率いる40人の隊員たちで構成される大所帯が特徴で、カトルの私兵部隊として彼の補佐役を務める。
中東の砂漠の地下に秘密基地を構えており、主力兵器は、部隊名と同様の名を持つ局地専用MS「マグアナック」と「オリファント」。タガログ語で「家族」を意味する“マグアナック”という単語の通り、隊員たちは家族同然の団結力で結ばれ、MS戦でも一糸乱れぬ巧みな戦法をとれるほどの高い練度を有しており、忠誠を誓うカトルとも典型的な主従関係以上の強い絆と信頼関係を築いている。
オペレーション・メテオでガンダムサンドロックと共に地球に降下したカトルとコンタクトをとり、アフリカ内陸部の砂漠で初陣を切って以降、彼と共に連合軍やOZのMS部隊と数回に渡って交戦し、そのチームワークで連勝を伸ばしていった。
シベリアでの戦闘後にカトルと一時別離すると、それから暫く直接の活動描写は無かったが、カトルが宇宙に上がった後に、自爆したまま破棄されたサンドロックをOZ基地から強奪し、サリィとも知り合って戦いの同志となり、再び地球に降下してきたカトルに修復したサンドロックを託してサンクキングダム防衛戦にも参加。世界国家軍とWFの最終決戦の際にも宇宙へ赴き、ガンダム開発者の移送を行うデュオの援護や、カトルのリーブラの残骸破壊に同行するなどの活動にあたり、戦闘の終結を見届けた。
A.C.196のマリーメイア軍の蜂起後には、太陽に破棄されようとしていたガンダム4機の回収作戦をカトルと共に実行し、見事にその役割を果たした。「マリーメイアの反乱」終結後、皆でカトルと共に建設業務に従事していた。 
数々の激戦や困難な任務を遂行したにもかかわらず、当部隊は最後まで1人も犠牲者を出すことなく活躍し続けていった。

### 対OZレジスタンス
TVシリーズ第12話に登場したレジスタンス集団。旧中国の山岳地帯にある連合傘下の自治国で独裁政権を続けるブントに反抗した現地の男性たちによるグループであり、MSなどの大型兵器は所有していないものの、銃器や携行ミサイルなどを武器に抵抗活動を行った。
連合軍を抜けた後のサリィも、このグループに一時的に参加してブントの軍に戦いを挑んでいたが、レジスタンス殲滅に乗り出したブントらによってサリィを除く多数のメンバーに被害が出た。だが彼女たちの決死の姿は、同じくレジスタンスに戦意喪失状態のまま同伴していた五飛に再起させるきっかけを与えることとなった。

### 反OZ反乱分子
連合をクーデターで制圧したOZ及び財団に反発し、独自の抵抗活動を行う集団。旧中国での戦闘後にサリィが代表となって、地球各地に散らばる連合軍将兵やコロニー連合に属するメンバー、民間からの志願兵などの反乱分子たる者たちをまとめて結成された。その活動内容は、OZの支配から地球圏を解放するために、同等の目的を持つガンダムパイロットたちのバックアップから、彼らの手元を離れたガンダムの回収までさまざまである。
中東のOZの基地ではサンドロックの残骸を、とある海底では元連合軍深海部隊が投棄されたウイングガンダムをそれぞれ回収するための活動にあたり、サリィは前者でマグアナック隊と、後者でノインと出会って彼らが志を同じくする者たちであると察すると、信頼の証として、回収に成功したガンダムを譲った。後に宇宙へ再び上がろうとしたヒイロの元に駆けつけ、確保に成功していたヘビーアームズを託している。

### ピースミリオン
ハワードとプロフェッサーGにより開発された巨大戦艦。劇中終盤にてOZとホワイトファングの決戦に向かうガンダムパイロットの母艦となる。戦艦としてのピースミリオンはピースミリオンを参照。

### ホワイトファング
元反連合レジスタンスであるコロニー過激派が設立した武装組織。首謀者のカーンズ・カラントら指導者ヒイロ・ユイの同志たちや反連合抵抗運動の流れを汲んでいるものの、「宇宙の革命闘士」を自称し、武力行使も厭わない姿勢から、OZのメンバーは「コロニー反乱軍」と呼んている。20年前から存在するコロニー市民の独立運動組織が母体となっており、後に旧地球圏統一連合軍残党勢力やOZトレーズ派の一部、スイーパグループなどを糾合してA.C.195に武力蜂起した。構成員のトレードマークは左腕に巻いた白いスカーフ。地下組織にもかかわらず人員は大規模だが、上記経緯により参加者の主義・思想は必ずしも一枚岩ではなく、オペレーション・メテオにも関係していたとは言え、自主開発兵器を保有していなかった。そのため、表舞台へと出て以降にOZより奪取したリーブラを筆頭にトーラスやビルゴ、およびビルゴIIを主戦力とするようになった。
コロニーの一部勢力として本編開始時のオペレーション・メテオ実行に関わって以降、本編中盤までは表立った活動を行っていなかったが、アルテミス・レヴォリューションを発動してツバロフの身柄を拘束すると同時に月面基地を、更に建造中だったリーブラを電撃的に掌握し、その成果を地球圏全土に喧伝することで一気に歴史の表舞台に踊り出た。その後カーンズはサンクキングダム攻防戦以後、気力を失っていたゼクス/ミリアルドを、彼が所有していたエピオンとともに組織の指導者・象徴として引き入れ、リリーナ、次いでトレーズを元首とする世界国家に宣戦布告した。
世界国家との戦争は、MDに頼った戦術で有利に進め、世界国家軍の降伏により勝利するものの、リーブラの主砲を始めとするリーブラの戦闘能力の喪失、MD制御室の破壊による全MDの機能停止により戦力は壊滅。カーンズとミリアルドも消息不明となり、事実上消滅した。だが一部の残党はバートン財団と合流した。
小説版ではヒイロとの決闘に敗北した総帥ミリアルドがリリーナに指揮権を譲渡したことで消滅した展開となった。

### バートン財団
L3コロニー群に本拠を置く宇宙の巨大財閥。代表は総帥デキム・バートン。その傘下に、宇宙開発企業から兵器製造施設、準軍事・諜報部門に近い「バートン・セキュリティ・サービス」まで、多数の業種を擁するほどの資本規模である。このことから地球圏統一連合と対立するコロニー連合の中で、強大な発言力と影響力を有し、ガンダムベビーアームズの開発支援とオペレーション・メテオ立案も当財団が中心となって行われたと言われている。
だがA.C.195、オペレーション・メテオがガンダム開発者たちの判断によって立案したものと異なる形で実行されたため、当財団は主導権を失い、同年の戦乱には全く関与せずに歴史の陰に身を潜めながらデキムが地球圏支配計画を変更。戦乱終結後も地球圏統一国家の政策に迎合することなく、その財力で新型MS「サーペント」の開発・量産に成功すると、着々と地球への宣戦布告に向けて準備を進め、A.C.196に戦力を放棄した地球圏を掌握するべく「真のオペレーション・メテオ」の実行に乗り出した。
しかし最終的に反乱は失敗。その後の当財団の存続は不明である。

#### マリーメイア軍
デキムがEVE WARS後に立ち上げた私設軍隊。デキムの娘のレイア・バートンとトレーズの血を引いた遺児であるマリーメイア・クシュリナーダが最高司令官だが、これは名目上であるため実質的にはデキムがトップで、完全平和主義によって兵士としての役目を奪われたOZトレーズ派の元兵士やWFの構成員たちが将兵として在籍し、五飛をはじめとする少年兵も多数参加していた。制服は、成人将兵がマゼンタの長袖シャツと官帽、クリーム色のネクタイ、黒い肩掛けベルト、ブーツで構成され、少年兵はカーキ色の半袖シャツと、藍色の官帽・ネクタイ・半ズボン、茶色の肩掛けベルトとシューズで構成されており、双方ともに左袖に腕章が付属する。マリーメイアは袖と裾にゆとりがある白の長袖シャツと茶色いズボン、青灰色のジャボ・羽付きベレー帽、黒い肩掛けベルトとブーツ、マゼンタのマントを着用。デキムはネクタイを抜いた成人将兵用のものに、腕章が付いたチャコールのコートと羽付き官帽に身を包んでいる。主力兵器はサーペントで、このほかにも宇宙用リーオーやトーラス（MDを含む）も導入し、五飛のガンダムナタクも参加した。
軍が秘密裏に発足されたのは、かなり前の時期であったようで、マリーメイアが宣戦布告するまでの間、プリベンターもその存在に気づくことができなかった。
A.C.196 12月24日に、L3コロニー群の一つである「X-18999コロニー」を占拠して、遂に本格的な活動を開始。マリーメイアによる地球圏への宣戦布告が行われた後、X-18999コロニーを地球に落とし、大量のサーペントで地球を制圧する「真のオペレーション・メテオ」を実行に移そうとする。しかし、ガンダムのパイロットたちやプリベンターの活躍によってコロニー落としは阻止され、拠点である「MO-III」も、プリベンター・ウインド（ゼクス）が駆るトールギスIIIに破壊されるが、サーペントの降下には成功し、降下後はブリュッセル大統領府を制圧下に置く。
その後、プリベンターの機体や地球に降下してきたガンダムと、ブリュッセルで壮絶な攻防戦を繰り広げ、徐々にそのサーペントによる圧倒的物量で追い詰めていく事になるが、ウイングゼロによる最大出力のツインバスターライフルでシェルターに防備されていた大統領府が崩壊し、更にはリリーナの通信での訴えに応えた市民達が反戦デモを起こし、当軍の兵士たちの間で動揺が発生。その末に、デキムはリリーナに放った銃弾が彼女を庇ったマリーメイアに命中したにもかかわらず、横暴な振る舞いを見せたことで傍にいた兵士たちの反感を買って射殺され、指導者2名を失った当軍は、最終的に全面降伏する結末となった。